# أخوات المسامحة الدائمة
أخوات المسامحة الدائمة وتسمى أيضاً بنظام المسامحة الدائمة وهي منظمة احتجاجية وخيرية تعزف الموسيقى في الشوارع وتستخدم ارتداء ملابس الجنس المعاكس والصور الدينية للفت الانتباه إلى التعصب الجنسي والقضايا الساخرة المتعلقة بالجندر (النوع الاجتماعي) والأخلاق. في بدايتهم عام 1979، بدأت مجموعة صغيرة من الرجال المثليين في سان فرانسيسكو بارتداء ملابس الراهبات في مواقف واضحة مستخدمين معسكرات الخيم للفت الانتباه إلى المشاكل والصراعات الاجتماعية في مقاطعة كاسترو. تطورت الأخوات في أنحاء الولايات المتحدة وأستراليا وكندا وأوروبا وأمريكا الجنوبية وهم منظمون الآن بصفتهم شبكة دولية من الأنظمة، والتي هي في الغالب مؤسسات خيرية غير ربحية تجمع الأموال من أجل الإيدز والقضايا المتعلقة بمجتمع الميم ومنظمات خدمة المجتمع، وتشجع على ممارسة الجنس الآمن وتثقيف الآخرين حول التأثيرات الضارة لتعاطي المخدرات وغيرها من السلوكيات الخطرة. نُسب إلى الأخوات بين عامي 1979 وعام 2007 جمع أكثر من مليون دولار من أجل قضايا متنوعة أو 40 ألف دولار تقريباً كمتوسط سنوي في سان فرانسيسكو لوحدها حيث ما زال يتركز أكثر نشاطهم. الأعضاء الأوائل في المجموعة على الرغم من عدم إخفائهم لسماتهم الذكورية أو شعر الوجه فإن مؤرخة مجتمع المثليين في سان فرانسيسكو سوزان سترايكر صنفتهم على أنهم تجسيد لـ «كسر القواعد الجندرية». تغيرت مظاهرها مع مرور السنوات لكن فكرة الراهبة بقيت نفسها ولكنها دُمجت بمكياج مبالغ فيه لتأكيد التمرد على الدين وعلى الأدوار المبنية على أساس جنساني.

## النشأة
ظهرت أخوات المسامحة الدائمة لأول مرة في شارع كاسترو في سان فرانسيسكو عام 1979. لم يكن أسلوبهم وظهورهم جديداً أو غير عادي في ذلك المكان أو الوقت. ابتداءً من ستينيات القرن العشرين بدأت مقاطعة كاسترو بالتغير كمقاطعة كاثوليكية إيرلندية للطبقة العاملة تمر بتراجع اقتصادي خطير. افتُتحت حانة للمثليين في شارع السوق وبشكل تدريجي بدأ الرجال المثليون يهاجرون إلى ذلك الحي. بحلول عام 1977 انتقل ما يقارب 100 ألف إلى 200 ألف شخص إلى سان فرانسيسكو من جميع أنحاء الولايات المتحدة ما أدى إلى تغيير الصورة الثقافية والسياسية للمدينة. خلقت هذه الهجرة مجتمعاً للمثليين في المدينة يتمتع بنفوذ سياسي كافي لانتخاب ممثل للمثليين في حكومة المدينة وهو هارفي ميلك. تشكّلت في سان فرانسيسكو في أواخر ستينيات القرن العشرين فرقتان مسرحيتان هما ذا كوكيتس وذي إنجلز أوف لايت وركّزتا نشاطاتهما الترفيهية على السخرية من الثقافة الشعبية عن طريق ارتداء ملابس الجنس المعاكس وتقبّل المخدرات والحرية الجنسية في ثقافة ستينيات القرن العشرين المضادة. قدمت فرقة ذا كوكيتس عروضاً بشكل منتظم في مسرح القصر في حي نورث بيتش في المدينة كجزء من سلسلة «البرامج الليلية» في جزء متأخر من الليل، وأصبح لديها متابعون أشداء يلبسون أيضاً ملابس الجنس المعاكس في عروضهم وينسبون سبب ذلك إلى استعمال العقاقير الاستجمامي. كان أحد عروضهم البارزة هو تجديد قوي لحفل زفاف باتريشيا نيكسون -ابنة الرئيس نيكسون- وإدوارد إف. كوكس الذي حصل في عام 1971 إذ لعب دور كل من الشخصيتين رجال يرتدون ملابس نساء. لقّب المخرج جون ووترس فرقة ذا كوكيتس بـ «ملكات الملابس الهيبية الغريبة»، الذين كان أول عرض لهم خارج سان فرانسيسكو في عرض لمدينة نيويورك بحضور جمهور مليء بالشخصيات المشهورة تفاعلوا بارتباك تام مع أدائهم. مع ازدياد نجاحهم ظهرت الاختلافات الفلسفية عن فرقة ذي إنجل أوف لايت الذين انطلقوا لتقديم العروض المجانية، ولكنهم بشكل مشابه استخدموا ارتداء ملابس الجنس المعاكس والمسرح للسخرية من المشاكل الجندرية والأخلاقية. 

## معرض صور

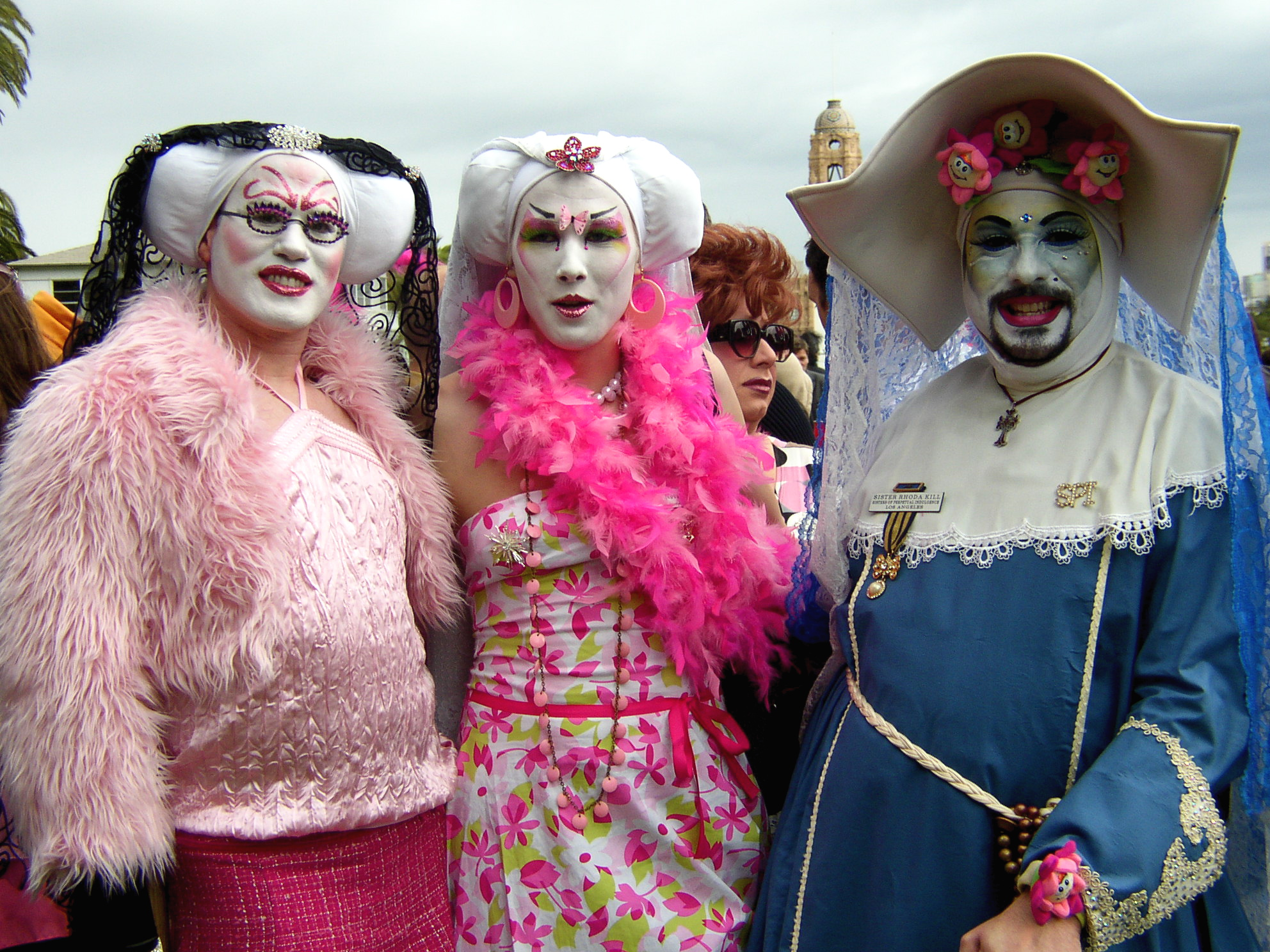
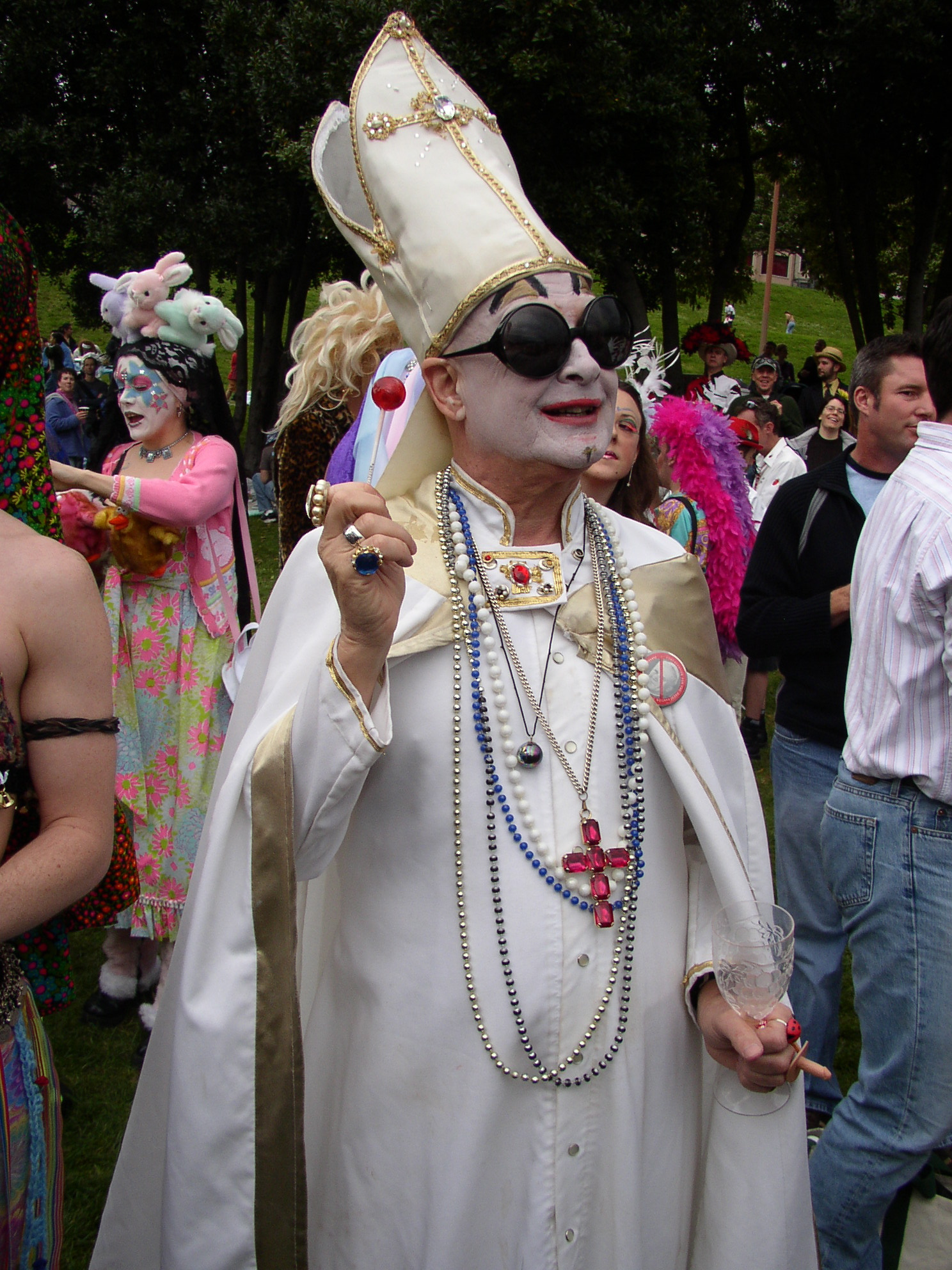
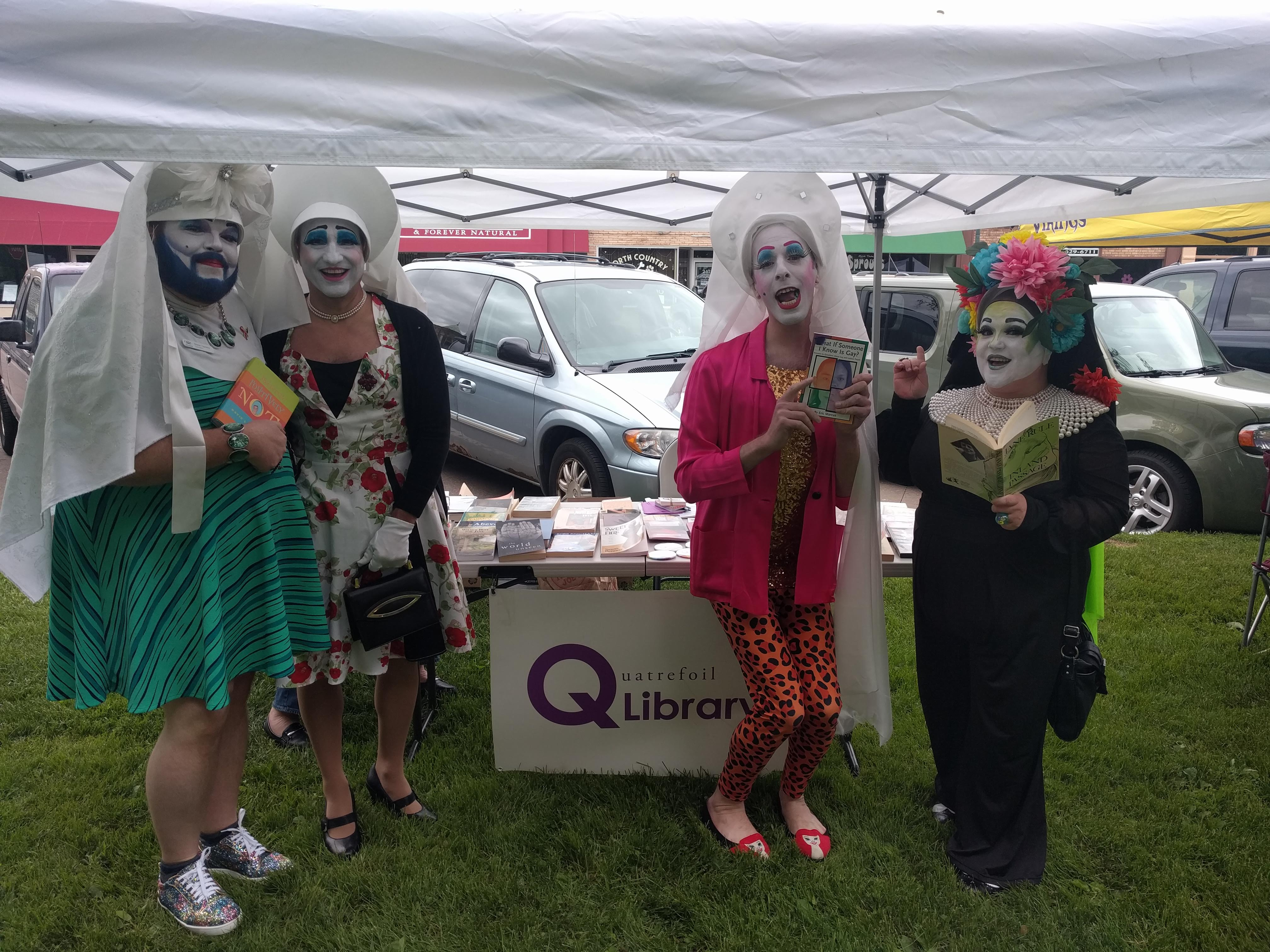
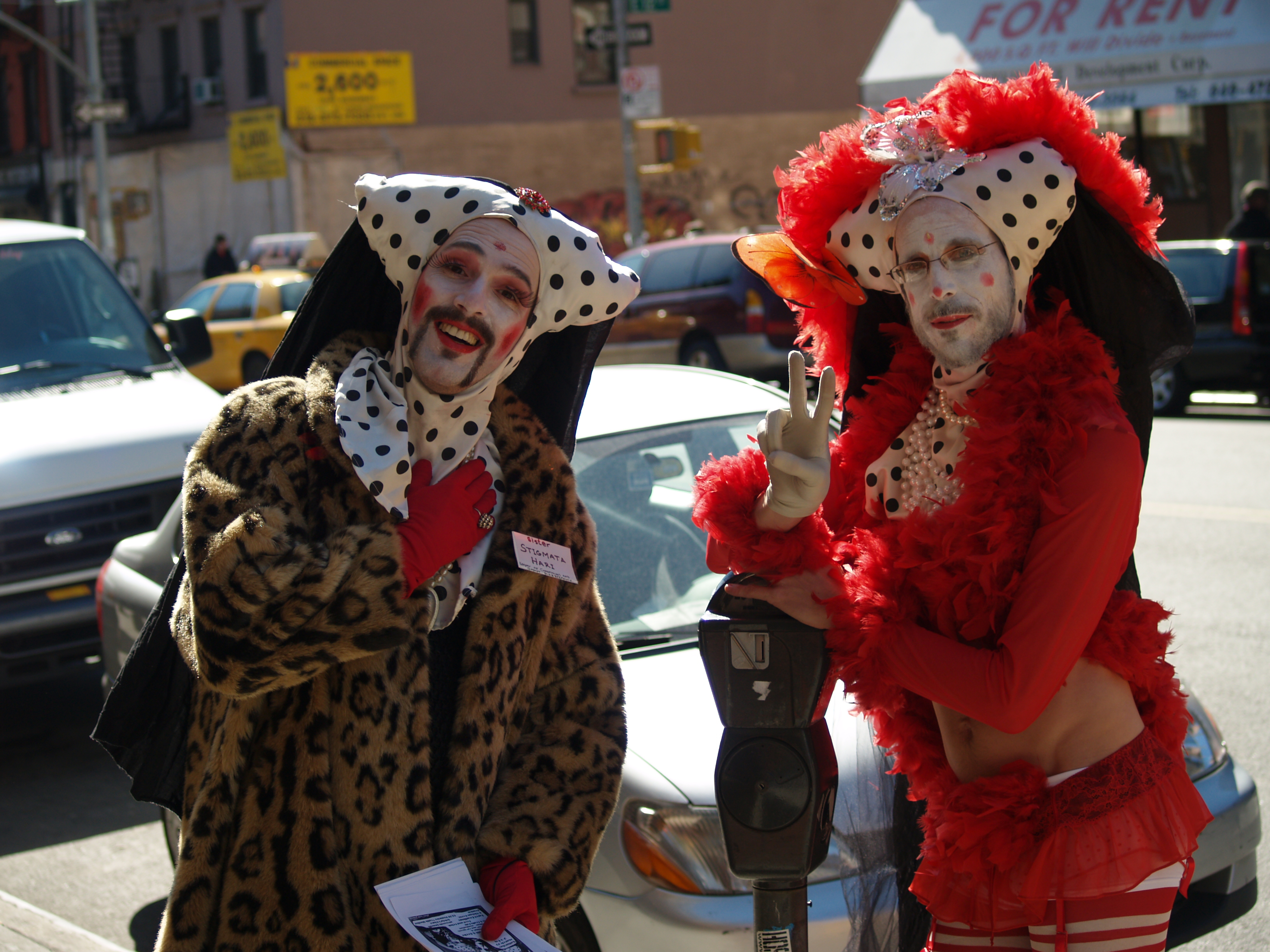